# Frédéric Ozon
Frédéric Ozon (Nizza, 15 dicembre 1973) è un pilota di rally e architetto francese.

## Biografia
Dal 2016 è presidente dell'Automobile Club de Nice. Nel 2019 ha vinto su Tesla Model S in coppia con la copilota Marjorie Glatigny l'e-Rallye Monte-Carlo, valido come prova della FIA ecoRally Cup.